# سیارک ۱۳۲۸۲۰
سیارک ۱۳۲۸۲۰ (به انگلیسی: 132820 Miskotte، نامگذاری:2002QX65) صد و سی و دو هزار و هشتصد و بیستمین سیارک کشف شده‌است که در ۱۷ اوت ۲۰۰۲ کشف شد.